# RBCニュース
『RBCニュース』（アールビーシーニュース）は、琉球放送ラジオ（RBCiラジオ）で放送されているスポットニュースである。2011年9月まではRBCテレビでも放送されていた。

## ラジオ
現在のRBCiラジオとなる2002年3月まではラジオも単発のスポットニュース枠は『RBCニュース』だったが、4月以降『i情報』になることが多かった。後に『i情報』は廃止、おもにワイド番組内でニュースコーナーを設ける形となった。
2020年3月30日から、土曜日以外の自社制作ワイド番組内と『NEWS i』で新しいオープニングジングルを導入した（土曜は2021年4月から導入）。ジングルのタイトルコールの声は、狩俣倫太郎アナウンサー（「RBC WEATHER REPORT」の声も担当している）。
2024年4月1日放送分からは、自社制作による全国ニュースパートについては『TBS NEWS DIG Powered by JNN』の協力でニュースを読み上げることになった。

### 単独番組
- 日曜日 17:45 - 17:50

2025年4月に新設。当日ニュース担当アナウンサーによる読み上げを録音して放送する。

### 番組内包
- 生島ヒロシのおはよう一直線（TBSラジオ制作全国ネット番組）内のローカル枠
  - 放送時間：月曜日 - 金曜日 5:55 - 5:58、なお、この時間のみ月曜日は前日ニュース担当アナウンサーが（日曜夕方放送分と同内容）、火曜日 - 金曜日はRBCテレビ『RBC NEWS Link』のキャスターがそれぞれ担当し前日に収録して放送されるが、国政選挙・県政選挙・市町村首長選挙などの県内の重要選挙の開票結果や台風接近の際、深夜に重大事件などが発生した際には『アップ!!』のアナウンサーが担当で生放送される。
- アップ!!（月曜日 - 金曜日 7:00 - 9:50〜10:00、曜日によって終了時間が異なる）内
  - 放送時間：7:06頃（全国と県内のニュース）、7:52頃（主に全国ニュース）、8:22頃（主に県内ニュース）のそれぞれ3〜5分間。
- MUSIC SHOWER Plus+（月曜日 - 金曜日 10:00 - 13:55）内
  - 放送時間：12:07頃から5分間（主に県内ニュース、天気予報込み）
- 具志堅ストアー （月曜日 - 金曜日 14:00 - 15:40）内
  - 放送時間：14:30から3分間（天気予報込み）
- わんDAY（月曜日 - 金曜日、第一部 17:00 - 17:30、第二部 18:25 - 20:00）内
  - 放送時間：17:03頃から3分間（タイトルコールなしでヘッドライン式）、19:15頃から3分間（その日の最終定時ニュース）
- RBC NEWSi （ニュースアイ）
  - 放送時間：月曜日 - 金曜日 17:46 - 18:00
  - ただし、このタイトルはオープニングジングルでコールされるのみで、番組中では「NEWSi」で通している。
- ナガハマヒロキの週刊リッスン 第2部 （土曜日 12:00 - 14:00）内

放送時間：12:30頃から約5分間（土曜日唯一の自社制作ニュースで、県内ニュース・天気予報込み）
- 沖野綾亜のチルドキ!! 第2部 （日曜日 12:00 - 14:00）内
  - 放送時間：12:30頃から約5分間（県内ニュース・天気予報込み）

## テレビ
2011年9月まで日曜夕方に5分間のスポットニュース枠として唯一このタイトルで残っていたが、10月から日曜夕方のローカルニュースも『Nスタ』に内包されたため、このタイトルでのテレビでの放送は廃止された。かつては土曜夕方や日曜昼のニュースもこのタイトルだったが、現在では『JNNニュース』と『報道特集』に内包されている。このため、RBCテレビでの独立したローカルニュース番組は夜の『RBCフラッシュニュース』のみとなった。また、夕方ローカルニュース番組が開始されるまでは、JNNニュースコープ終了後の18:50 - 18:57(その後19:00まで天気予報を放送)に放送されていた。

### 放送時間
- 土曜日 18:50 - 18:57
  - その後は『報道特集』に内包されており、この時間帯には番組スポットが放送されている。
- 日曜日 11:40 - 11:45 （1970年代 - 2005年）
  - 1985年の『アッコにおまかせ!』スタート前には11:55からだった。その後は『JNNニュース』に内包されており、この時間帯には別の番組が放送されている。
- 日曜日 17:50 - 17:55 （1970年代 - 2011年9月）
  - 1982年までは18:50から、その後は2000年3月まで17:55 → 17:50、2000年4月から2008年3月までは17:20からだった。その後は『Nスタ』に内包。